# Armenien i olympiska spelen
Armenien deltog första gången vid olympiska vinterspelen 1994 i Lillehammer. Innan dess utgjorde Armenien en del av Ryssland (till 1917) och Sovjetunionen (1917 till 1992).
Armenien har totalt vunnit 12 medaljer (samtliga på sommar-OS).

## Medaljer
| Guld | Silver | Brons | Totalt antal medaljer |
| ---- | ------ | ----- | --------------------- |
| 1    | 1      | 7     | 9                     |

### Medaljer efter sommarspel
| Spel         | Guld                        | Silver                      | Brons                       | Totalt                      |
| 1900-1912    | som en del av Ryssland      | som en del av Ryssland      | som en del av Ryssland      | som en del av Ryssland      |
| 1952-1988    | som en del av Sovjetunionen | som en del av Sovjetunionen | som en del av Sovjetunionen | som en del av Sovjetunionen |
| 1992         | som en del av OSS           | som en del av OSS           | som en del av OSS           | som en del av OSS           |
| 1996 Atlanta | 1                           | 1                           | 0                           | 2                           |
| 2000 Sydney  | 0                           | 0                           | 1                           | 1                           |
| 2004 Aten    | 0                           | 0                           | 0                           | 0                           |
| 2008 Peking  | 0                           | 0                           | 6                           | 6                           |
| 2012 London  | 0                           | 1                           | 2                           | 3                           |
| Totalt       | 1                           | 2                           | 9                           | 12                          |

### Medaljer efter vinterspelen
| Spel                | Guld                        | Silver                      | Brons                       | Totalt                      |
| 1956-1988           | som en del av Sovjetunionen | som en del av Sovjetunionen | som en del av Sovjetunionen | som en del av Sovjetunionen |
| 1992                | som en del av OSS           | som en del av OSS           | som en del av OSS           | som en del av OSS           |
| 1994 Lillehammer    | 0                           | 0                           | 0                           | 0                           |
| 1998 Nagano         | 0                           | 0                           | 0                           | 0                           |
| 2002 Salt Lake City | 0                           | 0                           | 0                           | 0                           |
| 2006 Turin          | 0                           | 0                           | 0                           | 0                           |
| 2010 Vancouver      | 0                           | 0                           | 0                           | 0                           |
| 2014 Sotji          | 0                           | 0                           | 0                           | 0                           |
| Totalt              | 0                           | 0                           | 0                           | 0                           |

### Medaljer efter sporter
| Sport         | Guld | Silver | Brons | Totalt |
| Brottning     | 1    | 2      | 3     | 6      |
| Tyngdlyftning | 0    | 0      | 5     | 5      |
| Boxning       | 0    | 0      | 1     | 1      |
| Totalt        | 1    | 2      | 9     | 12     |